# Waltringhausen (Anröchte)
Waltringhausen – wieś i zarazem dzielnica gminy Anröchte w powiecie Soest, w kraju związkowym Nadrenia Północna-Westfalia, w rejencji Arnsberg.

## Demografia
Według spisu ludności z końca 2024 roku, w Waltringhausen mieszkało 78 mieszkańców.

## Geografia
Waltringhausen leży w środkowej części Anröchte i graniczy z czterema innymi wsiami: Klieve, Robringhausen, Mellrich i Anröchte.

## Etymologia
Dawniej wieś nazywała się "Waltrinchusen".

## Historia
W lokalnej kronice Anröchte (tom I) dr Müller pisze, że Waltringhausen niewątpliwie istniało na długo przed pierwszą udokumentowaną wzmianką. Jednak Waltringhausen nie pojawia się w weryfikowalnych źródłach przed rokiem 1270.

### Reorganizacja gmin
Do reorganizacji gmin w 1975 roku Waltringhausen było niezależną gminą w powiecie Anröchte. Obecnie Waltringhausen jest jedną z 10 wsi gminy Anröchte, utworzonej w 1975 roku.

## Polityka
Burmistrzem Waltringhausen jest Heinrich Berglar (CDU/CSU).